# Chibiverse
Chibiverse este un serial de animație american dezvoltat de Gino Guzzardo și produs de Disney Television Animation. Premiera a avut loc pe Disney Channel pe 30 iulie 2022. Serialul se bazează pe serialul scurt Chibi Tiny Tales al studioului.

## Subiect
Serialul se concentrează pe aventurile versiunilor „chibi” ale personajelor Disney Channel, în timp ce acestea trăiesc în propriul univers. Episoadele prezintă mai multe scurtmetraje Chibi Tiny Tales, găzduite de personaje specifice care, spre deosebire de scurtmetraje, vorbesc de fapt. Pe măsură ce gazdele se prezintă și anunță următorul scurtmetraj, un plot se împletește de-a lungul acestor fragmente până la încheierea episodului.

## Distribuție
- Amphibia:
  - Brenda Song - Ana Boonchuy
  - Justin Felbinger - Broschi Plantă
  - Bill Farmer - Moș Hop Plantă
  - Amanda Leighton - Paula Plantă
  - Haley Tju - Marcy Wu/Narcy
  - Keith Davi - Regele Aadrian Leviathan
- Familia Green la Oraș:
  - Chris Houghton - Cricket Green
  - Marieve Herington - Tilly Green
  - Zeno Robinson - Remy Remington
- Descendenții:
  - Sarah Jeffery - Prințesa Audrey
- Povestirile rățoiului:
  - Beck Bennett - Launchpad McQuack
  - Keith Ferguson - Flintheart Glomgold
- Fantoma și Molly McGee:
  - Ashly Burch - Molly McGee
  - Dana Snyder - Scratch
- Hamster și Gretel:
  - Michael Cimino - Kevin Grant-Gomez
  - Beck Bennett - Hamster
- Kiff:
  - Kimiko Glenn - Kiff Trăncănici

- Hailey se ocupă
  - Auliʻi Cravalho - Hailey Banks
  - Manny Jacinto - Scott Denoga

- Casa Bufnițelor:
  - Sarah-Nicole Robles - Luz Noceda
  - Mae Whitman - Amina Ruina
- Phineas și Ferb:
  - Vincent Martella - Phineas Flynn
  - Dan Povenmire - Dr. Heinz Doofenshmirtz
  - Rhys Darby - Perry Ornitorincul

- Primos
  - Myrna Velasco - Tater Ramirez Humphrey

- Prințesa Stea contra Forțelor Răului
  - Eden Sher - Prințesa Stea Fluture
  - Adam McArthur - Marco Diaz
- The Proud Family și Noile aventuri ale familiei Proud:
  - Kyla Pratt - Penny Proud
  - Jo Marie Payton - Suga Mama
- Hoinarul intergalactic:
  - Keith Ferguson - Lordul Urâcios

- Zombii
  - Matt Cornett - Cântărețul "Zombies 1 + 2 + 3 as Told by Chibi"

Alte francize reprezentate, deși fără actorie vocală, includ: Ciudățeni, Dragonul American: Jake Long, Gargoyles, Kim Possible, Liceul muzical, Orașul Halloween și Viața în acvariu.

## Producție
În iulie 2022, Disney Television Animation a anunțat că serialul, bazat pe scurtmetrajele Chibi Tiny Tales, va avea premiera pe 30 iulie. Serialul constă în scurtmetraje centrate pe versiuni „chibi” ale personajelor din diversele Serii Disney Channel, cum ar fi Amphibia și Phineas și Ferb, precum și filme Disney Channel, cum ar fi Zombi și High School Musical, compilate într-o serie cu episoade de jumătate de oră. Unele scurtmetraje se repetă uneori.

### Muzica
Rob Cantor și Dan Siegel au scris piesa de generic, Cantor cântând alături de Baraka May.

## Episoade
| Sezon | Sezon | Episoade | Difuzare originală | Difuzare originală |
| Sezon | Sezon | Episoade | Început            | Sfârșit            |
| ----- | ----- | -------- | ------------------ | ------------------ |
|       | 1     | 4        | 30 iulie 2022      | 4 martie 2023      |
|       | 2     | 3        | 23 septembrie 2023 | 3 august 2024      |
|       | 3     | 4        | 18 ianuarie 2025   | 26 aprilie 2025    |

## Lista de episoade
| N/o (în serie) | N/o (în sezon) | Titlu în engleză                        | Titlu în română | Premiera originală | Premiera în România |
| -------------- | -------------- | --------------------------------------- | --------------- | ------------------ | ------------------- |
|                |                |                                         |                 |                    |                     |
| SEZONUL 1      |                |                                         |                 |                    |                     |
|                |                |                                         |                 |                    |                     |
| 1              | 1              | Pizza vs. Fireworks                     |                 | 30 iulie 2022      |                     |
|                |                |                                         |                 |                    |                     |
| 2              | 2              | Bad Luck Chibis                         |                 | 10 septembrie 2022 |                     |
|                |                |                                         |                 |                    |                     |
| 3              | 3              | The Great Chibi Mix-Up!                 |                 | 8 octombrie 2022   |                     |
|                |                |                                         |                 |                    |                     |
| 4              | 4              | Chibi Villains Unite                    |                 | 4 martie 2023      |                     |
|                |                |                                         |                 |                    |                     |
| SEZONUL 2      |                |                                         |                 |                    |                     |
|                |                |                                         |                 |                    |                     |
| 5              | 1              | The Chibi Quiz Challenge                |                 | 23 septembrie 2023 |                     |
|                |                |                                         |                 |                    |                     |
| 6              | 2              | The Chibi Couple Game                   |                 | 14 februarie 2024  |                     |
|                |                |                                         |                 |                    |                     |
| 7              | 3              | The Roast of Dr. Doofenshmirtz          |                 | 3 august 2024      |                     |
|                |                |                                         |                 |                    |                     |
| SEZONUL 3      |                |                                         |                 |                    |                     |
|                |                |                                         |                 |                    |                     |
| 8              | 1              | The Grown Ups Island                    |                 | 18 ianuarie 2025   |                     |
| 8              | 1              | An Opposites Attack                     |                 | 18 ianuarie 2025   |                     |
| 8              | 1              | Stans 11                                |                 | 18 ianuarie 2025   |                     |
|                |                |                                         |                 |                    |                     |
| 9              | 2              | Dr. Doofs Lab                           |                 | 20 februarie 2025  |                     |
| 9              | 2              | Journey to the Center of the Chibiverse |                 | 20 februarie 2025  |                     |
| 9              | 2              | The Perfect Gift                        |                 | 20 februarie 2025  |                     |
|                |                |                                         |                 |                    |                     |

## Lansare
Chibiverse a avut premiera pe Disney Channel pe 30 iulie 2022. Episoadele din primul sezon au fost postate pe canalul de YouTube al Disney Channel înainte de debutul lor la televizor în aceleași zile. Primul sezon a fost adăugat pe Disney+ pe 8 martie 2023.